# تاکشی موتویوشی
تاکشی موتویوشی (انگلیسی: Takeshi Motoyoshi؛ زادهٔ ۲۶ ژوئیهٔ ۱۹۶۷) بازیکن فوتبال اهل ژاپن است.
از باشگاه‌هایی که در آن بازی کرده‌است می‌توان به باشگاه فوتبال اوراوا رد دیاموندز و باشگاه فوتبال توکیو اشاره کرد.